# Saison 1991-1992 du FC Sochaux-Montbéliard
Cet article contient diverses informations sur la saison 1991-1992 du Football Club Sochaux-Montbéliard, un club de football français basé à Montbéliard.

## Résultats en compétitions nationales
- 49e saison en Division 1 : 17e/20  (9V, 13N, 16D) 35 buts marqués, 50 buts encaissés.
- Coupe de France: élimination en 32e de finale par l'AS Monaco.